# Substance (musikalbum av Joy Division)
Substance är en samlingsskiva från det engelska post-punkbandet Joy Division, släppt 1988.

## Låtlista
1. "Warsaw" – 2:25
2. "Leaders of Men" – 2:35
3. "Digital" – 2:50
4. "Autosuggestion" – 6:08
5. "Transmission " – 3:36
6. "She's Lost Control" – 4:45
7. "Incubation" – 2:52
8. "Dead Souls" – 4:56
9. "Atmosphere" – 4:10
10. "Love Will Tear Us Apart" – 3:25
11. "No Love Lost" – 3:43
12. "Failures" – 3:44
13. "Glass" – 3:53
14. "From Safety to Where...?" – 2:27
15. "Novelty" – 4:00
16. "Komakino" – 3:52
17. "These Days" – 3:24